# ATC代码 (L01)
ATC代码L01（Antineoplastic agents）是解剖学治疗学及化学分类系统的一个药物分组，这是由世界卫生组织药物统计方法整合中心所制定的药品及其它医用产品的官方分类系统。分组L01是L抗肿瘤药及免疫用药的一部分。
兽用代码（ATCvet码）可以在人用ATC代码前加Q字母：QL01等。没有相应人用ATC代码的ATCvet在以下列表中通过前置Q字母表示。
国家ATC分类可能包括列表中没有的其它分类，列表为世界卫生组织（WHO）版本。

## L01A烷化剂（Alkylating agents）

### L01AA氮芥类似物（Nitrogen mustard analogues）
L01AA01 环磷酰胺（Cyclophosphamide）
L01AA02 苯丁酸氮芥（Chlorambucil）
L01AA03 美法仑（Melphalan）
L01AA05 氮芥（Chlormethine）
L01AA06 异环磷酰胺（Ifosfamide）
L01AA07 曲磷胺（Trofosfamide）
L01AA08 泼尼氮芥（Prednimustine）
L01AA09 苯达莫司汀（Bendamustine）

### L01AB 烷基磺酸盐（Alkyl sulfonates）
L01AB01 白消安（Busulfan）
L01AB02 苏消安（Treosulfan）
L01AB03 甘露舒凡（Mannosulfan）

### L01AC氮丙环类（Ethylene imines）
L01AC01 噻替哌（Thiotepa）
L01AC02 三亚胺醌（Triaziquone）
L01AC03 卡波醌（Carboquone）

### L01AD  亚硝基脲（Nitrosoureas）
L01AD01 卡莫司汀（Carmustine）
L01AD02 罗氮芥（Lomustine）
L01AD03 甲基环己亚硝脲（Semustine）
L01AD04 链脲菌素（Streptozocin）
L01AD05 福莫司汀（Fotemustine）
L01AD06 尼莫司汀（Nimustine）
L01AD07 雷莫司汀（Ranimustine）

### L01AG环氧化合物（Epoxides）
L01AG01 依托格鲁（Etoglucid）

### L01AX 其它烷化剂（Other alkylating agents）
L01AX01 二溴甘露醇（Mitobronitol）
L01AX02 溴丙哌嗪（Pipobroman）
L01AX03 替莫唑胺（Temozolomide）
L01AX04 达卡巴嗪（Dacarbazine）

## L01B抗代谢药（Antimetabolites）

### L01BA叶酸类似物（Folic acid analogues）
L01BA01 甲氨喋呤（Methotrexate）
L01BA03 雷替曲塞（Raltitrexed）
L01BA04 培美曲塞（Pemetrexed）
L01BA05 普拉曲沙（Pralatrexate）

### L01BB嘌呤类似物（Purine analogues）
L01BB02 巯嘌呤（Mercaptopurine）
L01BB03 硫鸟嘌呤（Tioguanine）
L01BB04 克拉屈滨（Cladribine）
L01BB05 氟达拉滨（Fludarabine）
L01BB06 克罗拉滨（Clofarabine）
L01BB07 奈拉滨（Nelarabine）

### L01BC嘧啶类似物（Pyrimidine analogues）
L01BC01 阿糖胞苷（Cytarabine）
L01BC02 5-氟尿嘧啶（Fluorouracil）
L01BC03 喃氟啶（Tegafur）
L01BC04 卡莫氟（Carmofur）
L01BC05 吉西他滨（Gemcitabine）
L01BC06 卡培他滨（Capecitabine）
L01BC07 阿扎胞苷（Azacitidine）
L01BC08 地西他滨（Decitabine）
L01BC52 5-氟尿嘧啶，复方（Fluorouracil, combinations）
L01BC53 喃氟啶，复方（Tegafur, combinations）

## L01C植物碱和其他天然产物（Plant alkaloids and other natural products）

### L01CA 长春花碱和类似物（Vincaalkaloids and analogues）
L01CA01 长春花碱（Vinblastine）
L01CA02 长春花新碱（Vincristine）
L01CA03 长春地辛（Vindesine）
L01CA04 长春瑞滨（Vinorelbine）
L01CA05 长春氟宁（Vinflunine）

### L01CB 鬼臼毒素衍生物（Podophyllotoxinderivatives）
L01CB01 依托泊苷（Etoposide）
L01CB02 替尼泊苷（Teniposide）

### L01CC秋水仙素衍生物（Colchicine derivatives）
L01CC01 地美可辛（Demecolcine）

### L01CD 紫杉烷类（Taxanes）
L01CD01 紫杉醇（Paclitaxel）
L01CD02 多西他赛（Docetaxel）
L01CD03 聚谷氨酸紫杉醇（Paclitaxel poliglumex）

### L01CX 其它植物碱和天然产物（Other plant alkaloids and natural products）
L01CX01 曲贝替定（Trabectedin）

## L01D细胞毒素抗生素及相关物质（Cytotoxic antibiotics and related substances）

### L01DA 放线菌素（Actinomycine）
L01DA01 更生霉素（Dactinomycin）

### L01DB蒽环类药物（Anthracycline and related substances）
L01DB01 阿黴素（Doxorubicin）
L01DB02 道諾黴素（Daunorubicin）
L01DB03 表柔比星（Epirubicin）
L01DB04 阿柔比星（Aclarubicin）
L01DB05 佐柔比星（Zorubicin）
L01DB06 伊达比星（Idarubicin）
L01DB07 米托蒽醌（Mitoxantrone）
L01DB08 吡柔比星（Pirarubicin）
L01DB09 戊柔比星（Valrubicin）
L01DB10 氨柔比星（Amrubicin）
L01DB11 匹杉琼（Pixantrone）

### L01DC 其它细胞毒抗生素（Other cytotoxic antibiotics）
L01DC01 博来霉素（Bleomycin）
L01DC02 普卡霉素（Plicamycin）
L01DC03 丝裂霉素（Mitomycin）
L01DC04 伊沙匹隆（Ixabepilone）

## L01X 其它抗肿瘤药（Other antineoplastic agents）

### L01XA 铂化合物（Platinum compounds）
L01XA01 顺铂（Cisplatin）
L01XA02 卡铂（Carboplatin）
L01XA03 奥沙利铂（Oxaliplatin）
L01XA04 沙铂（Satraplatin）
L01XA05 聚铂（Polyplatillen）

### L01XB 甲基肼（Methylhydrazines）
L01XB01 甲基苄肼（Procarbazine）

### L01XC单克隆抗体（Monoclonal antibodies）
L01XC01 依决洛单抗（Edrecolomab）
L01XC02 美罗华（Rituximab）
L01XC03 曲妥珠单抗（Trastuzumab）
L01XC04 阿仑单抗（Alemtuzumab）
L01XC05 吉妥单抗（Gemtuzumab）
L01XC06 西妥昔单抗（Cetuximab）
L01XC07 安维汀（Bevacizumab）
L01XC08 帕尼单抗（Panitumumab）
L01XC09 卡妥索单抗（Catumaxomab）
L01XC10 奥法木单抗（Ofatumumab）
L01XC11 易普利姆玛（Ipilimumab）
L01XC12 Brentuximab vedotin（Brentuximab vedotin）

### L01XD 用于光動力療法或放射線療法的致敏剂（Sensitizersused in photodynamic/radiation therapy）
L01XD01 卟吩姆钠（Porfimer sodium）
L01XD03 氨基戊酮酸甲酯（Methyl aminolevulinate）
L01XD04 氨基酮戊酸（Aminolevulinic acid）
L01XD05 替莫泊芬（Temoporfin）
L01XD06 乙丙昔罗（Efaproxiral）

### L01XE 蛋白激酶抑制剂（Protein kinase inhibitors）
L01XE01 伊马替尼（Imatinib）
L01XE02 吉非替尼（Gefitinib）
L01XE03 厄洛替尼（Erlotinib）
L01XE04 舒尼替尼（Sunitinib）
L01XE05 索拉非尼（Sorafenib）
L01XE06 达沙替尼（Dasatinib）
L01XE07 拉帕替尼（Lapatinib）
L01XE08 尼罗替尼（Nilotinib）
L01XE09 特癌适（Temsirolimus）
L01XE10 依维莫司（Everolimus）
L01XE11 帕唑帕尼（[Pazopanib）
L01XE12 凡德他尼（Vandetanib）
L01XE13 阿法替尼（Afatinib）
QL01XE90 马赛替尼（Masitinib）
QL01XE91 托西尼布（Toceranib）

### L01XX 其它抗肿瘤药（Other antineoplastic agents）
L01XX01 安吖啶（Amsacrine）
L01XX02 天冬酰胺酶（Asparaginase）
L01XX03 六甲蜜胺（Altretamine）
L01XX05 羟基尿素（Hydroxycarbamide）
L01XX07 氯尼达明（Lonidamine）
L01XX08 喷司他丁（Pentostatin）
L01XX09 米替福新（Miltefosine）
L01XX10 马索罗酚（Masoprocol）
L01XX11 雌莫司汀（Estramustine）
L01XX14 維A酸（Tretinoin）
L01XX16 米托胍腙（Mitoguazone）
L01XX17 托普樂肯（Topotecan）
L01XX18 噻唑呋林（Tiazofurine）
L01XX19 愛萊諾迪肯（Irinotecan）
L01XX22 阿利维A酸（Alitretinoin）
L01XX23 米托坦（Mitotane）
L01XX24 培门冬酶（Pegaspargase）
L01XX25 蓓萨罗丁（Bexarotene）
L01XX27 三氧化二砷（Arsenic trioxide）
L01XX29 地尼白介素（Denileukin diftitox）
L01XX32 萬科（Bortezomib）
L01XX33 塞来昔布（Celecoxib）
L01XX35 阿那格雷（Anagrelide）
L01XX36 奥利默森（Oblimersen）
L01XX37 腺病毒载体定位码基因（Sitimagene ceradenovec）
L01XX38 伏瑞斯特（Vorinostat）
L01XX39 罗米地辛（Romidepsin）
L01XX40 高三尖杉酯碱（Omacetaxine mepesuccinate）
L01XX41 艾日布林（Eribulin）